# 教育用ロボット

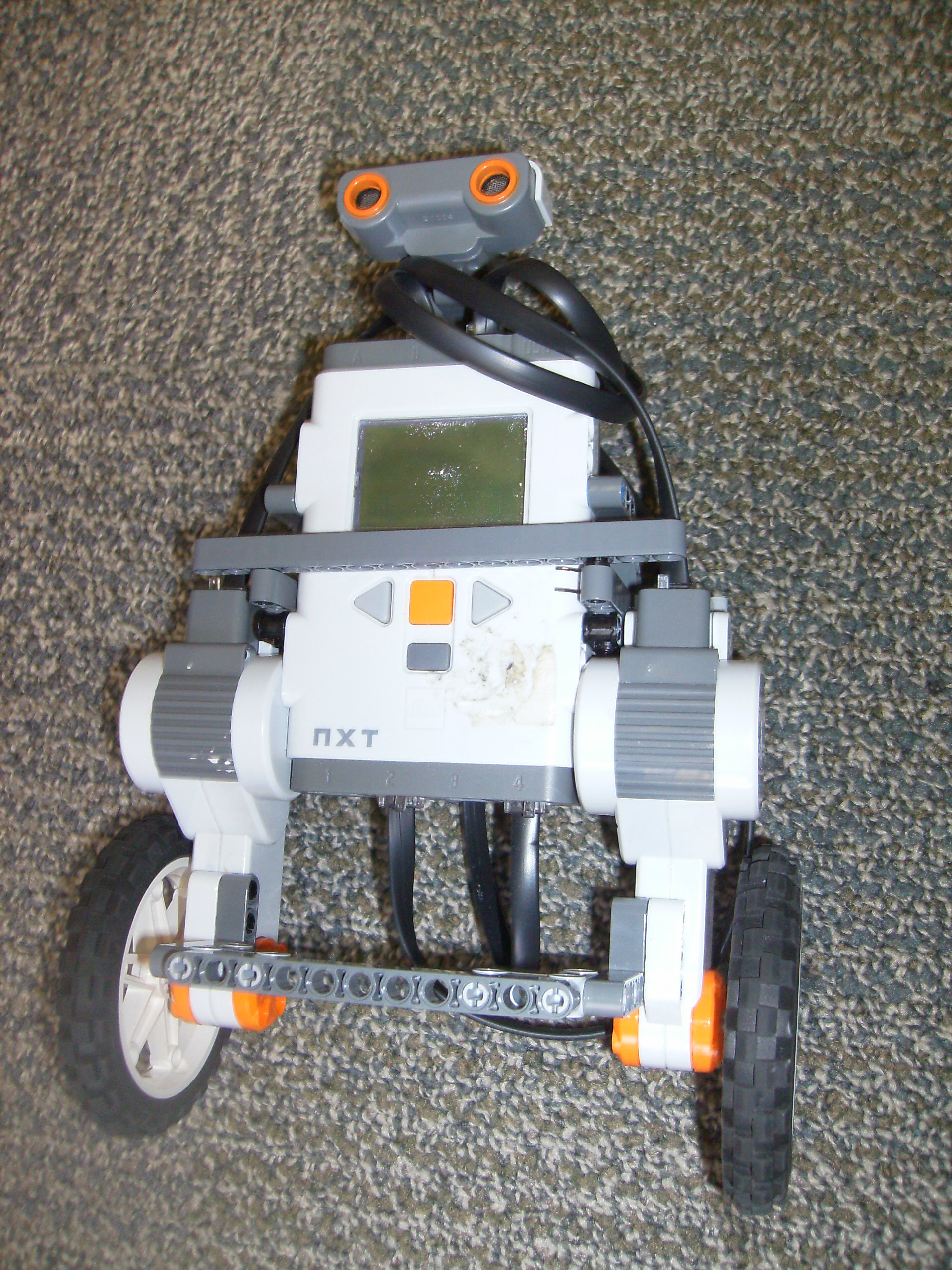
二輪ロボット

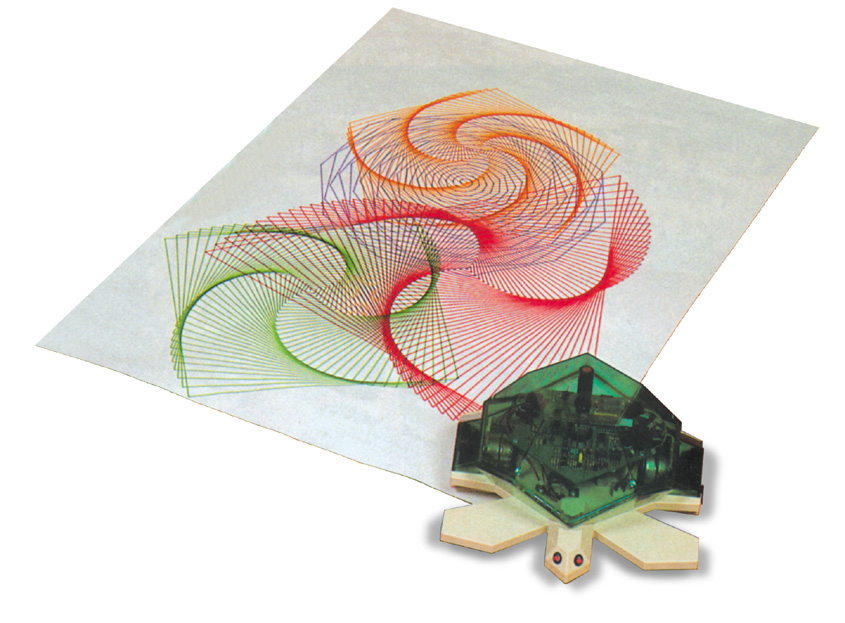
LOGOのタートル

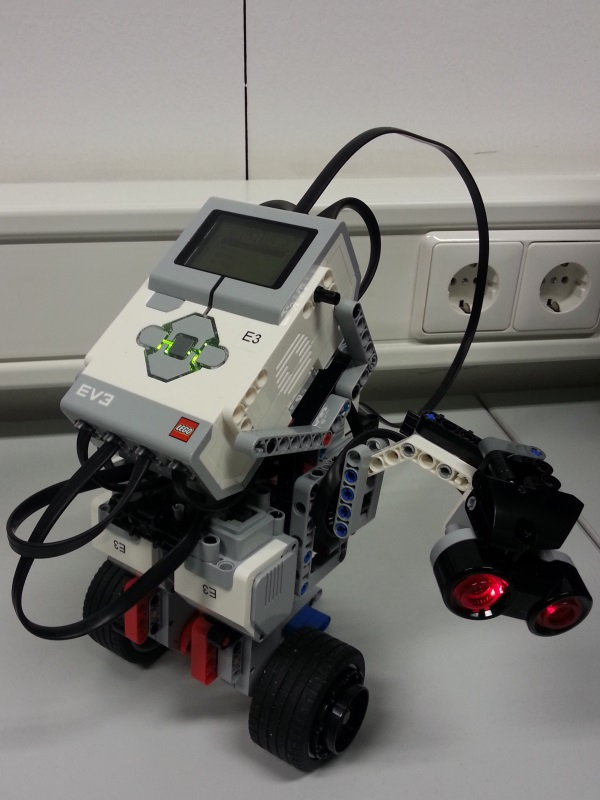
センサーが増えて多機能になったレゴ社のMINDSTORMSEV3

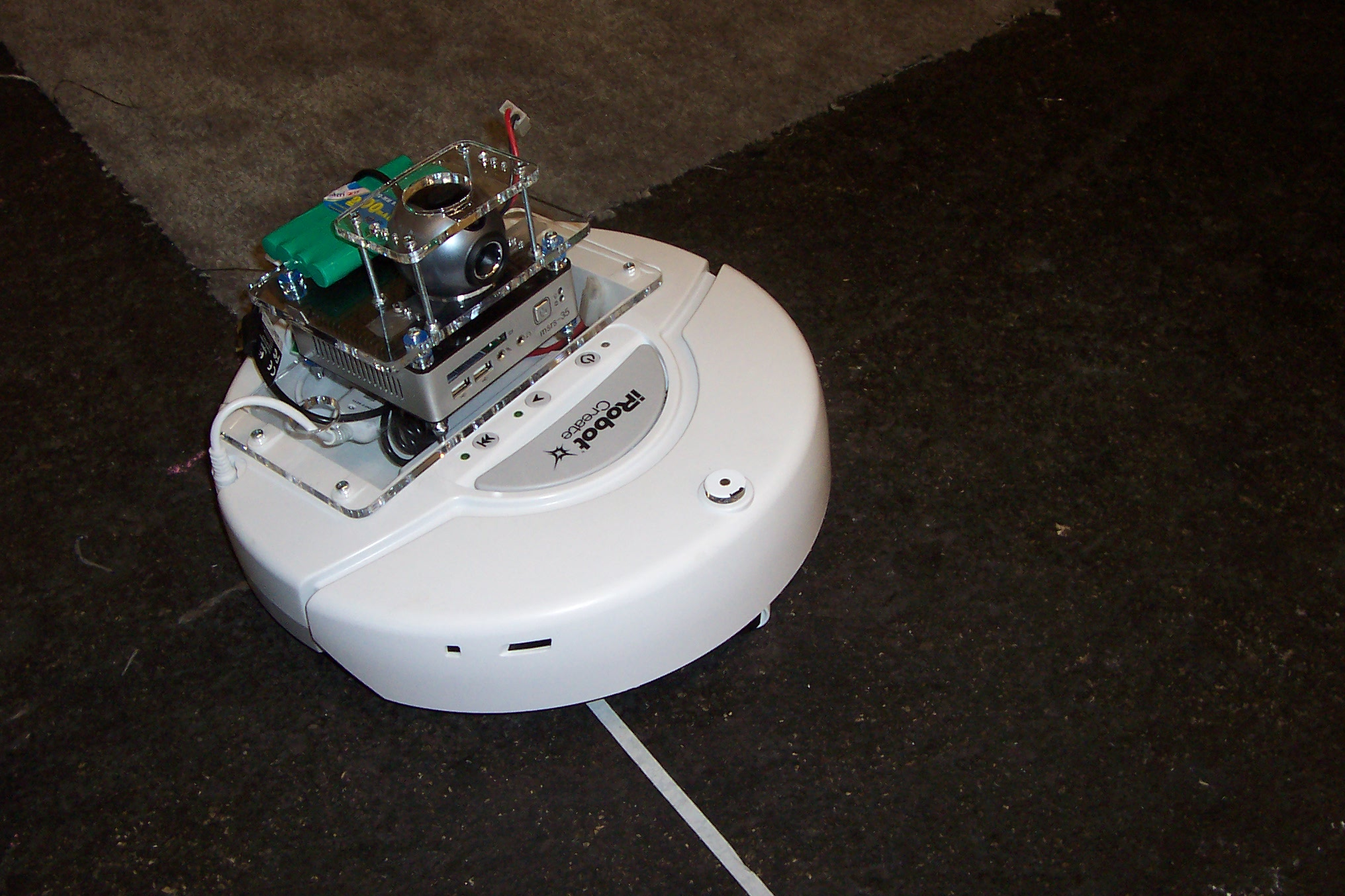
カメラと小型コンピュータを備えたiRobot Create

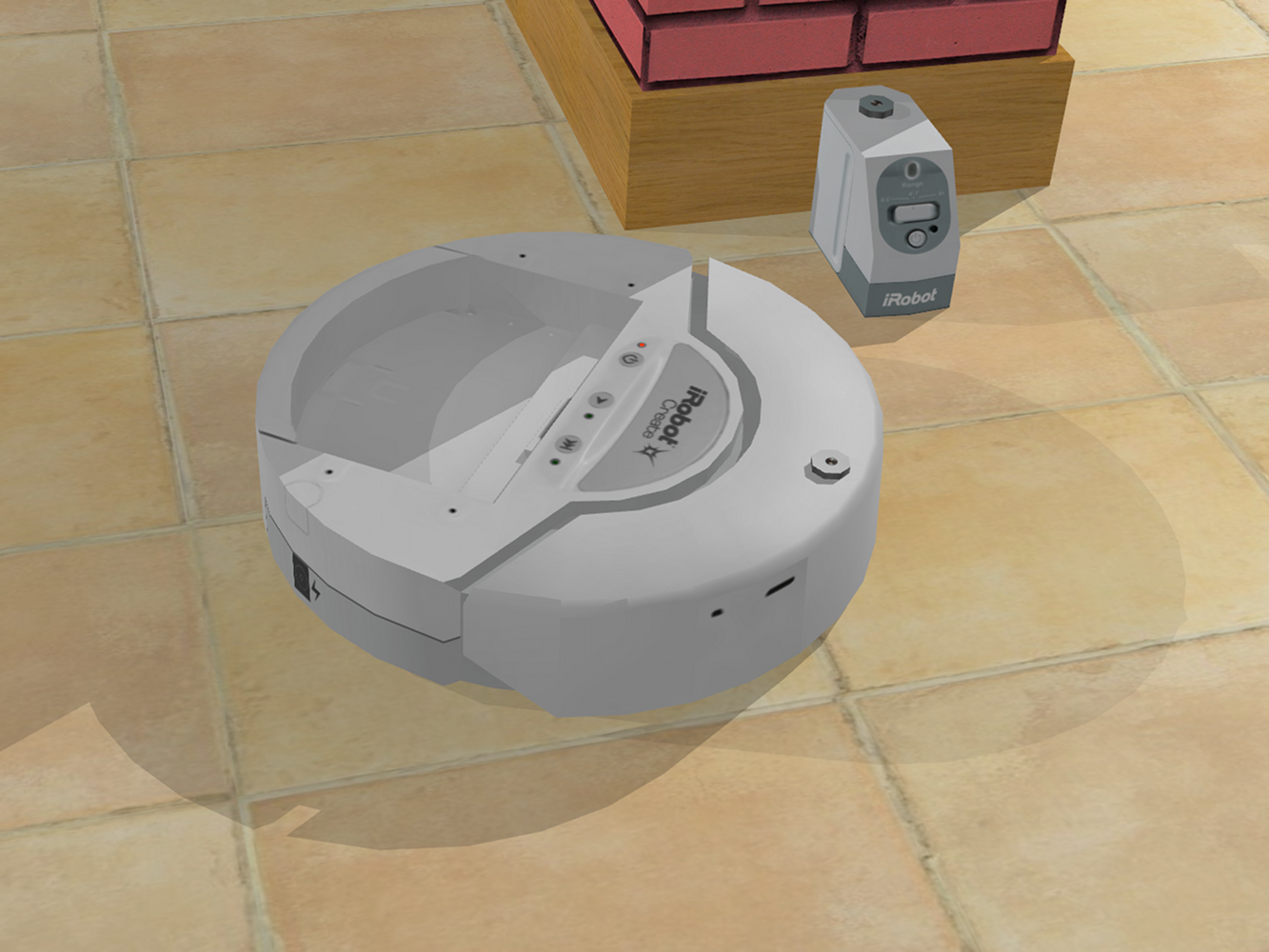
シミュレーションソフトWebotsを使用したiRobot Createのシミュレーション

教育用ロボットは、主として教育を用途としたロボットの総称である。ロボット工学、制御工学、メカトロニクス、コンピュータ科学など、各種のSTEM教育について、総合的なあるいは集中的な教育のためのロボットがある。

## 概要
おおざっぱには2種類に分けられる。2輪型ロボットの自立などロボット自体やその制御の教育を目的としたものと、コンピュータ・プログラミング言語のLOGOの環境としての「タートル」のように、何らかの周辺分野の教育を補助する教材としてのロボットである。しかし、明確に分離できるものでもない。また時代に応じ、各種の教育用ロボットが提案・生産され、その応用が広められてきた。

## 参考資料
- 「移動ロボットを用いた情報処理教育の試み」『電子情報通信学会技術研究報告』第97巻第216号、電子情報通信学会、1997年、9-16頁。
- 「ロボットを用いた初心者のためのプログラミング教育」『情報処理学会研究報告』第106巻第166号、情報処理学会、2006年、21-24頁。
- 「ロボットを用いた教材の開発」『計測自動制御学会東北支部 第 236 回研究集会』第236巻第16号、計測自動制御学会東北支部、2007年。